# Pénzes Henrietta-gyilkosság
Pénzes Henrietta (1988–2006. augusztus 10.) magyarcsanádi tanulót 2006. július 20-án a „Muki” néven elhíresült cigány származású Kurai András kirabolta, megerőszakolta, majd felgyújtotta Makó külterületén. Pénzes Henrietta életéért a különös kegyetlenséggel elkövetett bűncselekmény után három hétig küzdöttek az orvosok, ám a lány végül belehalt sérüléseibe.

## A gyilkosság és előzményei
2006. július 19-én a 18 éves Pénzes Henrietta és barátnője az esti busszal Makóra indultak. Barátnője az este folyamán egyedül tért haza, Pénzes pedig a néhány hete megismert barátjával a városban maradt. Barátja hajnali négy óra körül egyik ismerősét, a 15 éves Kurai Andrást bízta meg azzal, hogy kísérje haza a lányt, míg ő horgászni megy. A Csongrád Megyei Főügyészség később nyilvánosságra került vádindítványa szerint a továbbiakban a lány és Kurai András kerékpárral mentek ki a Makó melletti dűlőútra, ahol Kurai megerőszakolta, majd egy fához kötözte Pénzest. Ezek után visszament a városba, ahonnan a reggeli órákban robogóval tért vissza, majd benzinnel leöntötte és felgyújtotta áldozatát.
A Pénzes kezén és lábán lévő madzagok elolvadtak, illetve beleégtek a bőrébe. Ezek után a lány a földúton borzalmas kínok között, mintegy másfél kilométeren át vonszolta magát. Végül hagymaszüretelő munkások vették észre, és hívtak hozzá mentőt. Amikor elszállították, még eszméleténél volt, ám később kómába esett.
A bűncselekmény következtében Pénzes testfelületének 60%-a megégett. Mészáros Gábor, a lány kezelőorvosa augusztus 4-én még úgy nyilatkozott a Nap-keltében: még hetek, de lehet, hogy hónapok kellenek sebeinek begyógyulásához, az altatásból felébresztéssel pedig egyelőre várni kell, mert az túl nagy megterhelést jelentene a lány szervezetére. Augusztus 10-én azonban, a hajnali órákban elhunyt.

## Gyilkosa tárgyalása
A gyilkossággal kezdettől fogva gyanúsított Kurai András tárgyalása 2007. február 5-én kezdődött a Csongrád Megyei Bíróságon. Az első tárgyalás kétnapos volt, majd áprilisban tanúkihallgatásokkal és szakértők meghallgatásával folytatódott. Kurai az eljárás során ötször tett vallomást, ebből négyszer különböző tartalmúakat, amiből a bíróság arra következtetett, hogy a vádlott szavahihetetlen. Az elsőfokú tárgyalás végén Kurait a bíróság egy rendbeli aljas indokból, különös kegyetlenséggel elkövetett emberölés, egy rendbeli erőszakos közösülés és egy rendbeli kifosztás bűntettében találta bűnösnek. A bíróság indokolásában Kurai aktuális védekezésére, mely szerint nem ő volt az, aki megkötözte és felgyújtotta a lányt, ő „csak” benzinnel öntötte le a lányt, kifejtette: a lány az őt megtaláló munkásoknak azt mondta, hogy elrabolták, megerőszakolták, és felgyújtották. Elképzelhetetlen, hogy miután testének 60%-a megégett és kínok között vonszolta magát 500–600 méteren át, ne az igazat mondja. A fiatalkorúra maximálisan kiszabható 15 év helyett azonban a bíróság ezen bűncselekmények miatt, valamint az általa korábban társtettességben elkövetett egy rendbeli lopás kísérlete és két rendbeli lopás vétsége miatt halmazatban csak 14 év fiatalkorúak börtönére és 10 év közügyektől való eltiltásra ítélte Kurait, mivel az indokolás szerint „sajnos az ölési cselekménynek ennél súlyosabb módja is van”, melyre példaként a több emberen elkövetett emberölést említette. A megyei főügyész súlyosbításért, Kurai védője, Bene Zoltán pedig elsődlegesen felmentésért, másodlagosan a kiszabott büntetés enyhítéséért fellebbezett.
A per másodfokon a Szegedi Ítélőtábla előtt folytatódott. A másodfokon eljáró bíróság az ügyész súlyosbítási kérelmének helyt adott és 1 évvel hosszabb időtartamot, a maximális 15 évet szabta ki jogerősen 2007. november 7-én. Indokolásában hangsúlyozta: amennyiben a vádlott betöltötte volna a 18. életévét, életfogytiglani szabadságvesztést kapott volna. A bíróság arra hivatkozott a súlyosbításkor, hogy Kurai előre eltervezte Pénzes felgyújtását, ami az elsőfokú ítéletben még nem szerepelt.

## „Muki” a börtönben és utána
A Blikk 2008-ban a kecskeméti börtön fiatalkorúaknak fenntartott szárnyában készített interjút a szabadságvesztés büntetését töltő Kuraival. Az interjúból kiderül: az egy évvel korábban 42 kilósan előzetes letartóztatásba került Kurai addigra 18 kilót hízott, valamint kondizással egyre komolyabb izomzatot igyekezett növeszteni, állítása szerint azért, hogy meg tudja magát védeni. Elmondása szerint próbált minél több dicséretet összegyűjteni, hogy csökkentsék a büntetését. Kurai elmondta továbbá, hogy nem kér bocsánatot, mert állítása szerint nem ő ölte meg a lányt.
A teljes kiszabott időt, 15 évet le kellett ülnie, 2021 júliusában szabadult.
2023 szeptemberében a Csongrád-Csanád Vármegyei Főügyészség különös visszaesőként elkövetett emberölés bűntettének kísérlete miatt újból vádat emelt Kurai ellen, ugyanis a vád szerint egy évvel a szabadulása után, 2022. március 28-án meg akarta ölni a saját nővérét, aki a börtön után befogadta magához. 2025. május 6-án a Szegedi Törvényszék Kurai Andrást különös visszaesőként elkövetett emberölés bűntettének kísérlete miatt 20 év fegyház fokozatú szabadságvesztésre ítélte és kizárta a feltételes szabadságra bocsátás kedvezményéből. Az ügyészség életfogytiglani szabadságvesztés kiszabásáért, a vádlott és védője enyhítésért fellebbezett.